# Амз-53
Агрега́т механизи́рованной запра́вки образца́ 1953 го́да (АМЗ-53) — первое серийное агрегатированное средство наземного обслуживания авиационной техники в СССР. Разработанный для заправки летательных аппаратов маслом, гидравлической жидкостью и пусковым бензином, данный агрегат изначально предназначался для обслуживания реактивных истребителей нового поколения (МиГ-15 и МиГ-17), однако впоследствии получил широкое распространение в военной и гражданской авиации благодаря своей надежности, простоте эксплуатации и компактным габаритам, что обеспечивало его применение на слабо оборудованных аэродромах и в полевых условиях.
Несмотря на появление более совершенных заправочных систем, АМЗ-53 до сих пор можно встретить в работе — благодаря продуманной конструкции и многолетним усовершенствованиям он остаётся востребованным, особенно в малой авиации. Агрегат остается распространённым на аэродромах постсоветского пространства — как крупных, так и региональных — а также встречается за рубежом в странах, эксплуатирующих советскую авиационную технику.
Помимо авиации, АМЗ-53 находил применение в автоспортивных командах ДОСААФ, где использовался для технического обеспечения выездных соревнований по мотокроссу и ралли.